# Канадска фудбалска лига
Канадска фудбалска лига (енгл. Canadian Soccer League) је фудбалска лига у којој учествује седам клубова из Канаде.

## Историја
Прва инкарнација Канадске фудбалске лиге основана је 1987. године након што се Фудбалска репрезентација Канаде изненада пласирала на Светско првенство у фудбалу 1986. године. Прва утакмица одиграна је 26. маја 1987. у Ајлмеру пред 2500 гледаоца. Домаћин Отава пајонирси одиграо је 0-0 са екипом Хамилтон стилерси. Лига је постојала све до 1992. године, када су се три тадашња прволигаша Торонто близард, Монтреал супра и Ванкувер одлучила да од следеће године наступају у Америчкој професионалној фудбалској лиги (APSL).
Тренутна Канадска фудбалска лига заменила је Канадску професионалну фудбалску лигу (CPSL), а садашње име носи од 17. маја 2006. године. Прва сезона Канадске професионалне фудбалске лиге одиграна је 1998. године а првак је био ФК Сент Кетринс вулфси.
2007. се први пут играло две утакмице ради равноправности изгледа и спречавања нереда и међунавијачких сукоба. Играле су се две утакмице: једна утакмица на којој су могли бити присутни искључиво навијачи Торонто кроације, а на другој само навијачи Српских белих орлова. Обе су се играле на неутралном терену, на стадиону Естер Шајнер.